# Lockheed XFV
Lockheed XFV (також має назву Salmon)  — американський експериментальний літак, з посадкою на хвіст. Побудованим компанією Lockheed як прототип на початку 1950-х, для демонстрації роботи винищувача з вертикальним злетом та приземленням, що мав супроводжувати конвої.

## Розробка
Завдання створити літак Lockheed XFV виникло на пропозицію ВМС США 1948 року — був потрібний літак з можливістю вертикального злету та приземлення (VTOL) на спеціальні платформи на борту звичайних кораблів. Дві компанії Convair і Lockheed змагалися за контракт, але 1950-го вимоги до цього проєкту переглянули. Вимагалося створити дослідний зразок, здатний у підсумку стати літаком вертикального злету та приземлення, з базуванням на кораблі, і який би виконував завдання винищувача для супроводу конвою. 19 квітня 1951 два прототипи замовили в компанії Lockheed, вони дістали назву XFO-1 (у компанії ця модель мала позначення 081-40-01). Незабаром після того, як контракт уклали, назву проєкту змінено на XFV-1, оскільки код військово-морського флоту в системі позначень США змінили з літери O на V.
XFV оснащено турбогвинтовим двигуном 5 332 к. с. (3 976 кВт) Allison YT40-A-6, що обертав трилопатеві протилежно-обертові пропелери. Поверхні хвоста утворювали відображений хрестоподібний V-хвіст (у формі літери x), що займав місце над і під фюзеляжем. Літак мав трохи незвичний і незграбний вигляд на землі, з імпровізованим фіксованим шасі. Співробітники Lockheed дали йому жартівливе прізвисько «Палиця для стрибків» (англ. pogo stick). 

## Тактико-технічні характеристики
Джерело: RAF Flying Review. Vol. XVII, No 9.
Основні характеристики
- Екіпаж: 1
- Довжина: 11,43 м
- Висота: 11,43 м (у верт. положенні)
- Розмах крила: 8,35 м

- Площа крила: 22,88 м²
- Маса порожнього: 5266 кг
- Максимальна злітна маса: 7364 кг
- Силова установка: 1 × ТГД    ( 5290)

Льотні характеристики
- Швидкопідйомність: 55 м/с  (розрах.)

Озброєння
- Стрілецько-гарматне: 2 × 20 мм